# 万葉植物園 (市川市)
万葉植物園（まんようしょくぶつえん、英:Ichikawa City Manyo Garden）は、千葉県市川市にある万葉植物園。「真間の手児奈」ゆかりの地。
3,387m2の敷地に約197種の『万葉集』の歌に詠まれる植物が植栽され観賞できる日本庭園である。入場料無料の施設。

## 概要

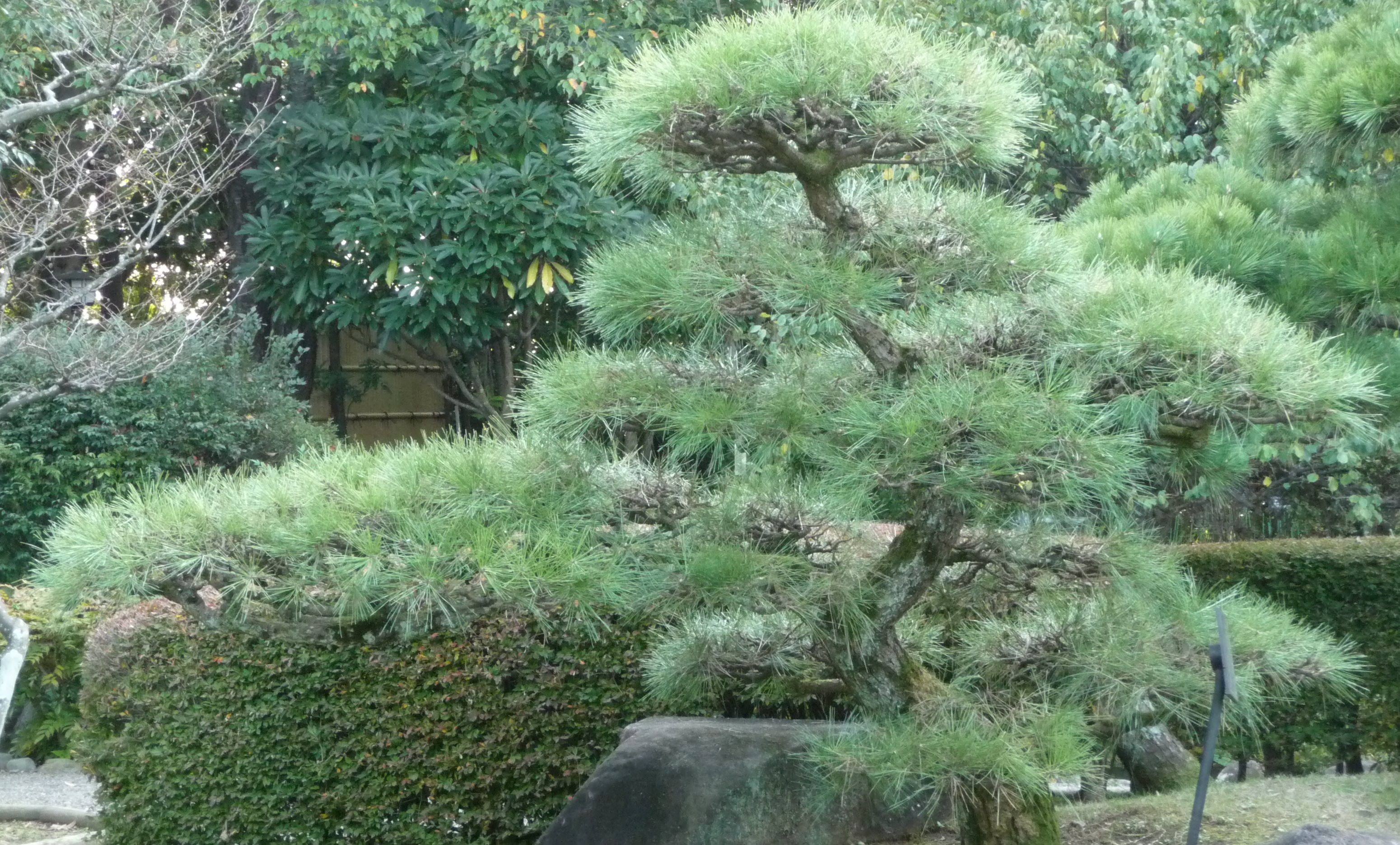
園内の黒松（市川市の木）

春日大社神苑・萬葉植物園を手本にして作られ、1989年（平成元年）6月、千葉県市川市大野町2-1857に開園した。
面積は3,387m2。入場料無料の施設。
市川市は、万葉集にゆかりの深い土地であり、奈良時代にて特に真間の手児奈（万葉集に歌われた美女）は有名で、高橋虫麻呂など古代の歌人たちが詠んだ歌の数も多数存在する。これにより東国一帯に広く知られただけでなく、市川にあった下総国府を訪れた都びとにも慕われた存在となる。市川万葉植物園は、万葉集に詠まれた手児奈ゆかりの地付近である大野緑地と呼ぶ高台の脇に位置し、平坦な土地に和風庭園を設け、約197種の『万葉集』の歌に詠まれる植物が植栽され観賞できる。
植物の名前、その植物が『万葉集』に詠まれた当時の名前の「万葉名」、詠まれた歌と詠み人などが植物の脇の説明板に示される。園内には循環水による小川のせせらぎ、池、あづまや、フジ棚、石灯篭、つくばい、バラのトンネル同様の 『万葉集』で最もよく詠まれる花とされるハギのトンネルなどがある。
庭園内には四阿があり、藤棚の下でも休憩できるように椅子が置いてあるなど整備されている。

## 施設情報

### 基本情報
- 入場料：無料
- 管理棟には休憩兼解説掲示室、2階は歌に詠まれる海藻の標本展示、事前に申し込み使用できる16畳の和室研修室があり関連する図書も揃えている。

| 施設名         | 市川市万葉植物園                                             |
| 所在地         | 〒272-0805 千葉県市川市大野町2-1857                          |
| 営業時間       | 午前9時30分〜午後4時30分（4〜10月） 同刻〜午後4時（11〜3月） |
| 定休日/休業日  | 月曜日（※月曜が祝日の場合は翌日休園） 年末年始               |
| 駐車場         | 無                                                           |
| 施設オプション | 四阿（休憩スペース） トイレ設備あり                          |

### ユニバーサルデザイン
園内はバリアフリー化されており、車椅子での単独利用が可能。

## 交通

### 公共交通機関

#### 鉄道
- JR東日本武蔵野線市川大野駅から徒歩約5分

### 自動車

#### 高速道路
- 東京外環自動車道市川北インターチェンジより市川大野駅方面へ
- 首都高速7号小松川線・京葉道路 市川インターチェンジ、原木インターチェンジより、国道14号方面へ

#### 駐車場
- 駐車場無（近隣のコインパーキングなどを利用）

## 近隣施設
- 市川市動植物園